# VTV (El Salvador)
VTV fue un canal de televisión abierta salvadoreño lanzado el 6 de abril de 2003 por Telecorporación Salvadoreña. El 25 de septiembre de 2017, fue relanzado como TCS+.

## Programación
- Noticias VTV
- Fit TV
- En Vivo con... Ana Pao y Andrea
- Istmo TV
- Debate con Nacho Castillo
- Picante Sabroso
- Mantra
- El Club Familiar
- Videos VTV
- La comedia hora
- Capitán Centroamérica
- Hoy
- Levántate/Un nuevo día
- Aquí y Ahora
- El gordo y la flaca
- Primer Impacto
- Noticiero Univisión
- Cuéntamelo Ya!
- Vecinos
- Durmiendo con mi jefe
- Contra las cuerdas
- Mujer, casos de la vida real
- La rosa de Guadalupe
- Como dice el dicho
- La Familia P. Luche
- Una familia de diez
- Mujeres al límite
- Preciosa perla
- Las santísimas
- Hotel todo incluido
- Tiro de gracia
- El cartel de los sapos
- La reina del sur
- Las Vega's
- Todo es prestao
- Dr. Mata
- Alias el Mexicano
- Heroes Reborn
- Locos de ira
- Tyrant
- Blue Bloods
- NCIS: Los Angeles
- Los héroes del norte
- Chicago P.D.
- El fantasma del gran hotel
- NCIS: New Orleans
- Dr. House
- Person of interest
- New Girl
- Chicago Fire
- Mr. Robot
- Brooklyn Nine-Nine